# Traffic (miniserie televisiva)
Traffic è una miniserie televisiva americana del 2004 composta da 3 episodi, incentrata sui traffici di droga e di immigrati clandestini. È basata sull'omonimo film del 2000 diretto da Steven Soderbergh e sulla miniserie britannica del 1989 Traffik trasmessa da Channel 4.
In Italia la miniserie è stata trasmessa su Rai 4 l'11 settembre, il 18 settembre ed il 1º ottobre 2011.

## Trama

### Episodio 1
Mike McKay è un agente della DEA in missione in Afghanistan. Con l'intento di mettersi a trafficare droga, fa perdere le sue tracce e libera un talebano prigioniero, Fazal, per farsi aiutare nel recuperare un grosso quantitativo di eroina. Intanto la DEA piazza delle cimici nella sua casa di Seattle pensando che la moglie sappia qualcosa.
Ben Edmonds è un giovane uomo d'affari cui però le cose non vanno bene, è pieno di debiti e dopo la morte del padre scopre che questi lavorava con la mafia cinese.
Adam Kadyrov è un immigrato clandestino ceceno negli Stati Uniti, aspetta di ricongiungersi con sua moglie e sua figlia, ma la nave sulla quale sono a bordo affonda e muoiono. Inizia ad investigare sui responsabili, ma si tratta di persone pericolose, a tal punto che uccidono anche sua cognata.

### Episodio 2
Quando Mike e i talebani giungono alla grotta dove si trova la droga, si rendono conto che all'esterno si sono piazzati dei soldati americani. Per permettere a Fazal di scappare si fa dire dove è diretta una spedizione clandestina, nella quale è coinvolto, per un possibile attentato terroristico con il virus del vaiolo: è un porto di Seattle. Una volta fuori vengono catturati e la grotta bombardata da F16. Nel frattempo, a Seattle, il figlio Tyler inizia a frequentare Angie, una ragazza che fa uso di droga.
Ben decide di mettersi in affari con Ronny Cho, un boss della mafia cinese, e come investimento gli propone l'acquisto di un palazzo che però attualmente è occupato da tossicodipendenti.
Adam, a modo suo, continua la ricerca di informazioni. Viene seguito da un sicario, lo stesso che ha causato la morte della cognata, che uccide anche il suo datore di lavoro invischiato nei traffici illeciti con la mafia cinese.

### Episodio 3
Fazal confida a Mike il numero di serie del container che contiene il virus, una volta riportato negli Stati Uniti l'agente dichiara di non essere un traditore ma di aver agito così solo per evitare che il suo piano non venisse svelato dalle talpe all'interno dell'esercito. Il porto di Seattle viene chiuso ed inizia la ricerca del container: viene trovato ma all'interno non c'è nulla di pericoloso, dopo ci si renderà conto che di container con quel numero di serie ce ne sono diversi, scatta allora lo stato di allerta terroristico arancione. Intanto i criminali della mafia cinese aggrediscono i tossicodipendenti che occupano l'edificio di Ronny Cho, tra questi c'è anche Angie che telefona a Tyler in cerca di aiuto, il ragazzo quando arriva la trova in overdose. Adam scopre che dalla nave affondata, sulla quale erano a bordo la figlia e la moglie, si è salvato un marinaio, si introduce nell'ospedale dove è sorvegliato dalla polizia e riesce a farsi rivelare che i clandestini sono stati uccisi perché Ronny Cho, organizzatore del traffico, non voleva pagare; arriva poi un uomo della mafia cinese che uccide il superstite, Adam viene colpito al braccio ma riesce a fuggire. Nel frattempo la ricerca del container lungo le strade della costa nordoccidentale da parte delle forze dell'ordine sta creando dei problemi ai clienti dei traffici illegali di Ronny Cho i quali poi si vendicano facendolo sparire; Adam, sempre in cerca di vendetta, allora risale al suo socio Ben Edmonds. I casi di vaiolo sono concentrati solamente in una piccola cittadina sulla costa e riguarda le vittime del naufragio: il piano dei terroristi era quello di diffondere il virus attraverso gli immigrati clandestini.
Mike torna a casa e può finalmente continuare la vita insieme alla sua famiglia.

## Location
Le riprese sono state effettuate a Vancouver e ad Ashcroft nella Columbia Britannica in Canada.

## Premi e candidature
- 2004 - Artios Award
  - Miglior casting per una miniserie TV a Mary Jo Slater, Steve Brooksbank e Stuart Aikins

- 2004 - Premio Emmy
  - Nomination Miglior miniserie a Ron Hutchinson, Colin Cotter, Graham King, Stephen Hopkins e Jay Benson
  - Nomination Miglior casting per una miniserie, film o speciale a Mary Jo Slater, Steve Brooksbank e Stuart Aikins
  - Nomination Miglior missaggio audio per una miniserie o film a camera singola a Kevin Patrick Burns, Marc Fishman, Tony Lamberti e Eric Batut

- 2005 - Satellite Award
  - Nomination Miglior attore non protagonista in una serie, miniserie o film per la televisione a Balthazar Getty